# Noah Graber
Noah Graber (* 3. Mai 2001 in Vaduz) ist ein liechtensteinischer Fussballspieler.

## Karriere

### Verein
In seiner Jugend spielte Graber für den FC Vaduz und in der Saison 2017/18 auf Leihbasis beim FC St. Gallen. Ab 2018 absolvierte er in der zweiten Mannschaft des Hauptstadtklubs seine ersten Spiele im Herrenbereich. Seit 2020 steht er beim USV Eschen-Mauren unter Vertrag.

### Nationalmannschaft
Graber durchlief mehrere liechtensteinische U-Nationalmannschaften, bevor er am 11. November 2020 im Freundschaftsspiel gegen Malta sein Debüt für die A-Nationalmannschaft gab, als er in der 70. Minute für Fabio Wolfinger eingewechselt wurde.

## Persönliches
Sein Zwillingsbruder Lukas ist ebenfalls Fussballspieler.